# 原本大学微言
《原本大学微言》，作者南怀瑾。本书由周勋男等人将南怀瑾先生近百份关于《大学》讲演录音和部分手记整编校对而成。

## 概述
这本近四十万字的著作用中国三千年来的文史典故来阐释原本《大学》里的微言大义。之所以称为“原本《大学》”，是因为书中引用的《大学》一文是指西汉戴圣《礼记》第四十二篇文章，而非经过宋代朱熹编排整理的《大学章句》。
但有读者对书中赞美清代皇帝的言论表示不满——认为有过度美化的嫌疑，而没有客观评价他们的功与过。该书的大陆版本为一册，715页；台湾版本为上下册，上册为422页，下册为724页。目前无法确认该书大陆版本是否做了删改。